# Магомадов, Ильяс Салманович
Илья́с Салма́нович Магома́дов (род. 21 июля 1989) — российский борец классического стиля, чемпион и призёр чемпионатов России, чемпион Европы среди молодёжи, призёр всероссийских и международных турниров, мастер спорта России. Выступал в весовых категориях до 66 и 74 кг. Его тренерами были А. В. Крайний и Ислам Дугучиев. Чеченец.

## Спортивные результаты
- Чемпионат России по греко-римской борьбе 2009 года — ;
- Чемпионат России по греко-римской борьбе 2011 года — ;
- Чемпионат России по греко-римской борьбе 2012 года — ;
- Чемпионат России по греко-римской борьбе 2013 года — ;
- Чемпионат России по греко-римской борьбе 2016 года — ;
- Чемпионат России по греко-римской борьбе 2017 года — ;
- Чемпионат России по греко-римской борьбе 2018 года — ;
- Чемпионат России по греко-римской борьбе 2021 года — ;